# GARNET CROW LIVESCOPE OF THE TWILIGHT VALLEY
『GARNET CROW LIVESCOPE OF THE TWILIGHT VALLEY』（ガーネット クロウ ライヴスコープ オブ ザ トワイライト バレー）は、GARNET CROWの4枚目のライブDVDである。

## 解説
- 2007年6月27日にGIZA studioから発売された。2006年の東京中野サンプラザでのライブを収録している。初回特典として、ライブ音源からメンバーが選んだ3曲を収録したCDが付属した。また、2007年7月4日発売のシングル「涙のイエスタデー」との連動応募特典があった。
- 発売直後のオリコンデイリーチャート2位。最高位1位。週間チャート1位（音楽類）、週間チャート6位（総合類）。シングル・アルバム・DVDを通して初の週間チャート1位を記録した。

## 収録会場
東京・中野サンプラザ

## 収録内容
1. Anywhere
2. Rusty Rail
3. Holding you, and swinging
4. かくれんぼ
5. HAPPY DAYS?
6. 向日葵の色
7. やさしい雨
8. WEEKEND
9. call my name
10. 君の思い描いた夢 集メル HEAVEN
11. 籟・来・也
12. まぼろし
13. Holy ground
14. Timeless Sleep
15. 夢・花火
16. 風とRAINBOW
17. 夢みたあとで
18. マージナルマン
19. Last love song
20. 空色の猫
21. 今宵エデンの片隅で

〜Encore〜
1. A crown
2. この手を伸ばせば
3. 僕らだけの未来

### 特典CD（初回限定盤のみ）
1. 向日葵の色
2. 夢みたあとで
3. 今宵エデンの片隅で
(livescope 2006 ver.)